# UFC 216
UFC 216: Ferguson vs. Lee fue un evento de artes marciales mixtas organizado por Ultimate Fighting Championship que se llevó a cabo el 7 de octubre de 2017 en el T-Mobile Arena en Paradise, Nevada.

## Historia
Inicialmente, se programó una pelea por el Campeonato de Peso Pesado de UFC entre Stipe Miocic y el excampeón Caín Velásquez para encabezar este evento. Dado que el combate no se materializó, la promoción anunció un combate por el Campeonato Interino de Peso Ligero entre el ganador del peso wélter de The Ultimate Fighter: Team Lesnar vs. Team dos Santos Tony Ferguson y Kevin Lee para servir como evento principal.
Se esperaba una pelea por el Campeonato de Peso Mosca de la UFC entre el campeón Demetrious Johnson y Ray Borg para encabezar UFC 215. Sin embargo, la pelea fue cancelada un día antes del evento, ya que Borg se vio obligado a retirarse de la pelea por una enfermedad. Su enfermedad no estaba relacionada con su corte peso, según las fuentes. La pelea fue posteriormente reprogramada para este evento. Si Johnson consigue ganar, batirá el récord de mayor número de defensas exitosas de un título en cualquier división en la historia de la UFC, con 11.
Se esperaba que Abel Trujillo se enfrentara a Lando Vannata en el evento. Sin embargo, Trujillo fue retirado de la cartelera el 14 de agosto por razones no reveladas y fue reemplazado por Bobby Green.
Paige VanZant enfrentaría a Jessica Eye en el evento. Sin embargo, VanZant se retiró de la pelea el 25 de septiembre citando una lesión en la espalda. Posteriormente, Eye fue retirada de la cartelera y se espera que sea reprogramada contra una oponente diferente en un futuro evento.
Un combate de peso mosca femenino entre Andrea Lee y Kalindra Faria se esperaba que tuviera lugar en este evento, como fue anunciado el 28 de septiembre. Sin embargo, unas horas más tarde fue revelado que Lee no pasó por los controles antidopaje obligatorios de USADA por seis meses. Por lo general, las peleas con poca antelación no tienen que seguir esa regla, pero como Lee en el pasado no pasó una prueba de drogas, debía cumplir ese requisito. Fue reemplazada por Mara Romero Borella.
Una pelea de peso ligero entre Nik Lentz y el ex Campeón de Peso Ligero de Bellator Will Brooks estaba programada para la cartelera preliminar del evento. Sin embargo, la pelea fue cancelada durante el pesaje para el evento, puesto que Lentz no estaba en condiciones de competir.
Una pelea de peso pesado entre Fabricio Werdum y Derrick Lewis estaba programada para el evento. Sin embargo, la pelea fue cancelada el día del evento debido a un dolor de espalda de Lewis por una lesión anterior. Como resultado, la pelea preliminar entre Walt Harris y Mark Godbeer fue cancelada y Harris peleó contra Werdum. Tanto Werdum como Harris aceptaron la pelea con solo varias horas de aviso.

## Resultados
1. ↑  Por el Campeonato Interino de Peso Ligero de UFC.
2. ↑  Por el Campeonato de Peso Mosca de UFC.

## Premios extra
Cada peleador recibió un bono de $50,000.
- Pelea de la Noche: Lando Vannata vs. Bobby Green
- Actuación de la Noche: Demetrious Johnson y John Moraga